# Catalaphyllia jardinei
Catalaphyllia jardinei är en korallart som först beskrevs av William Saville-Kent 1893.  Catalaphyllia jardinei ingår i släktet Catalaphyllia och familjen Caryophylliidae. IUCN kategoriserar arten globalt som sårbar. Inga underarter finns listade i Catalogue of Life.

## Bildgalleri

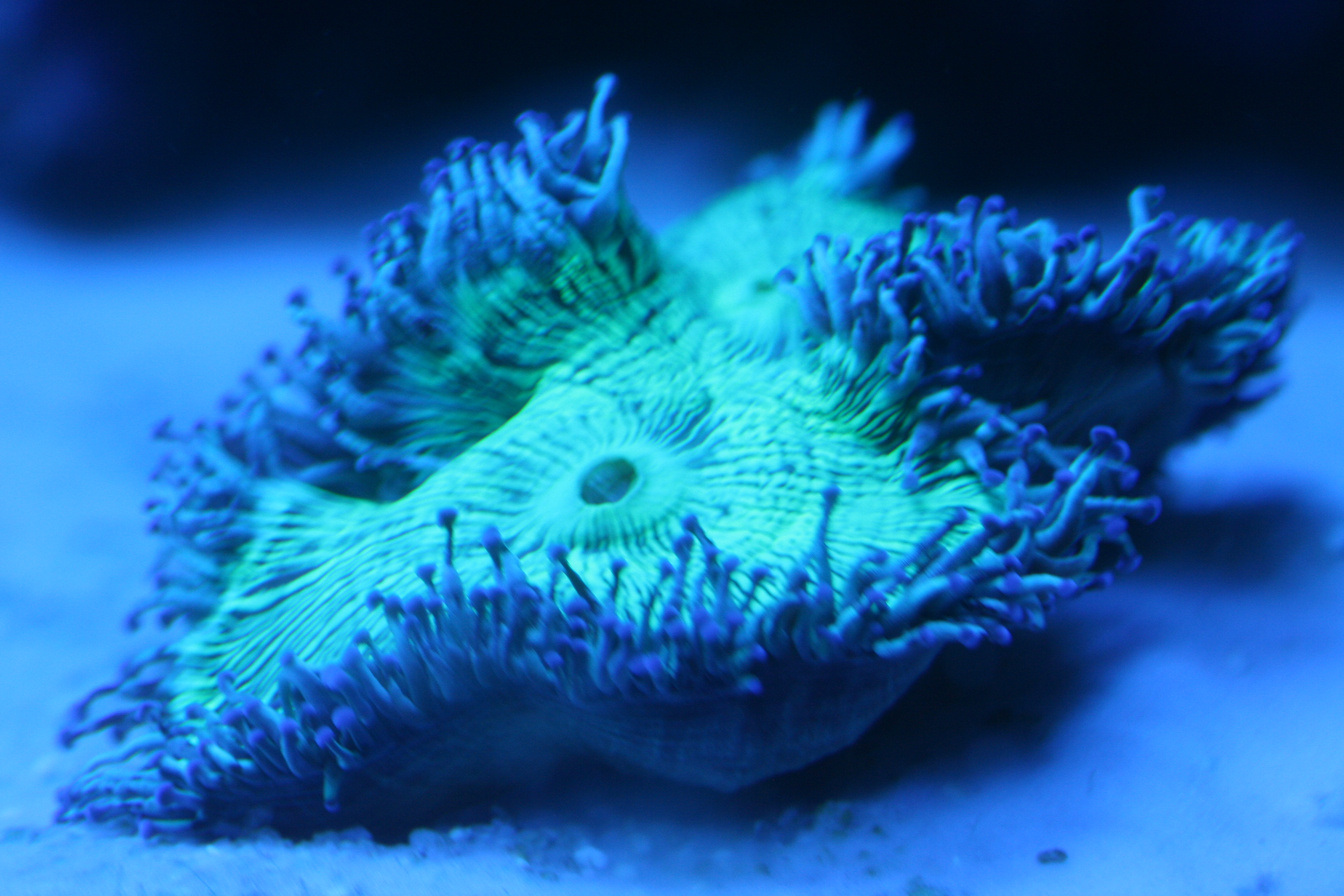
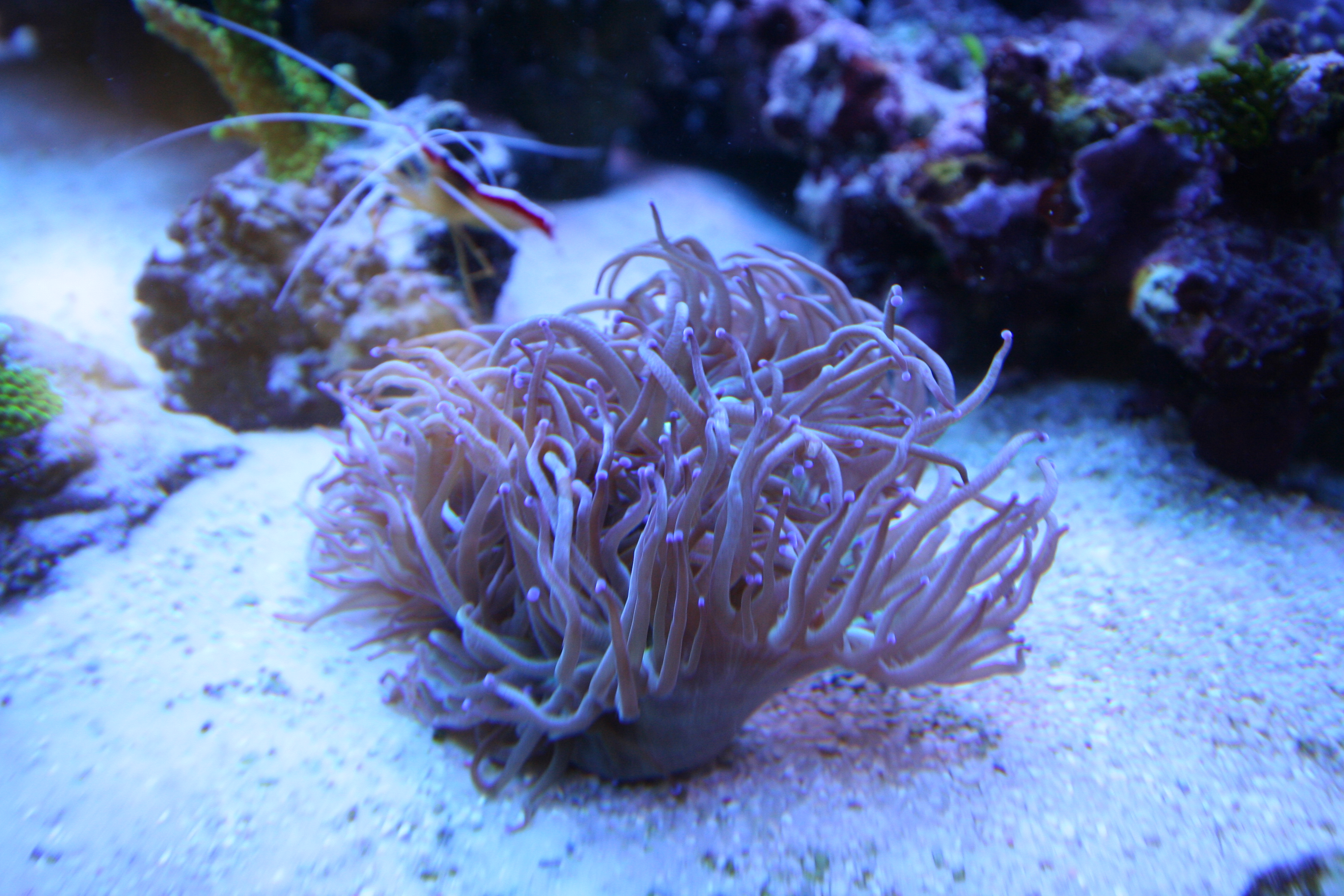
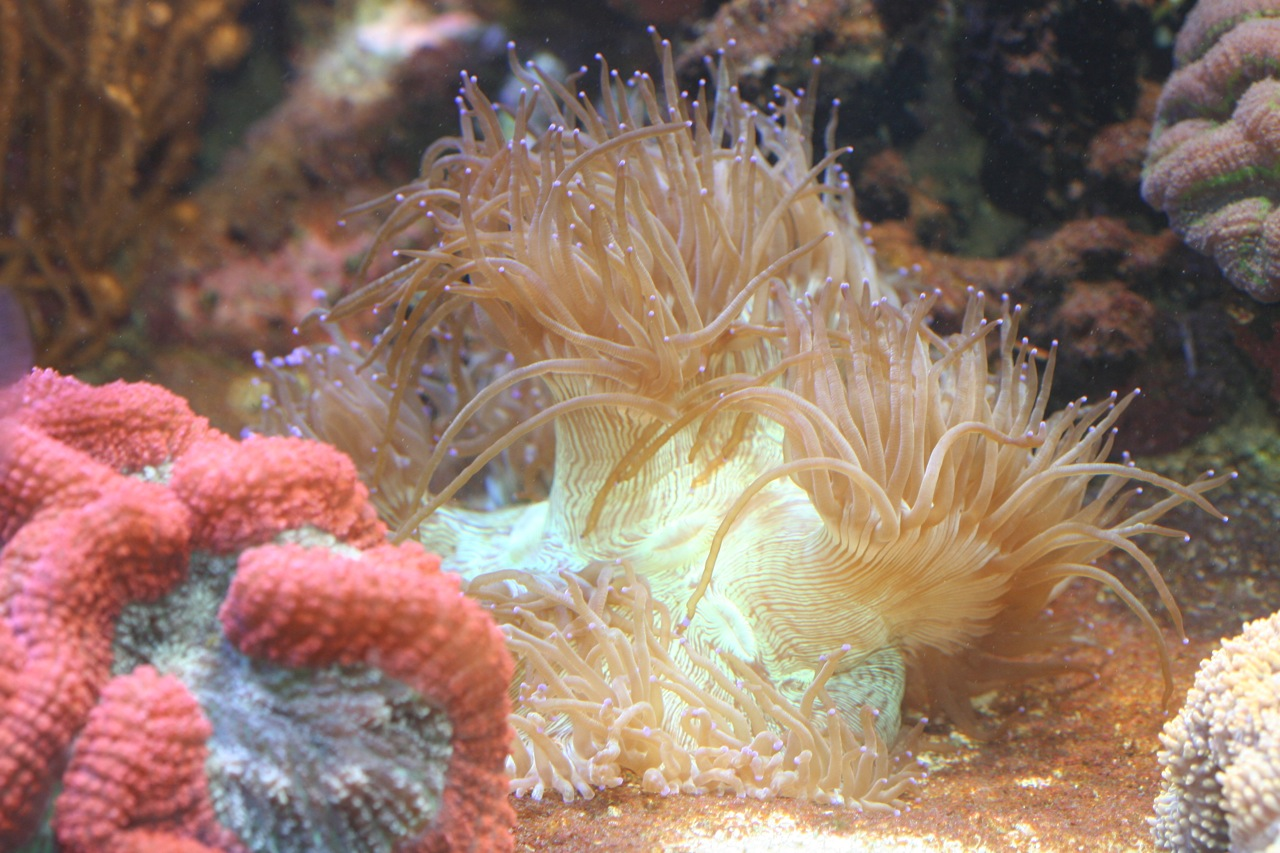
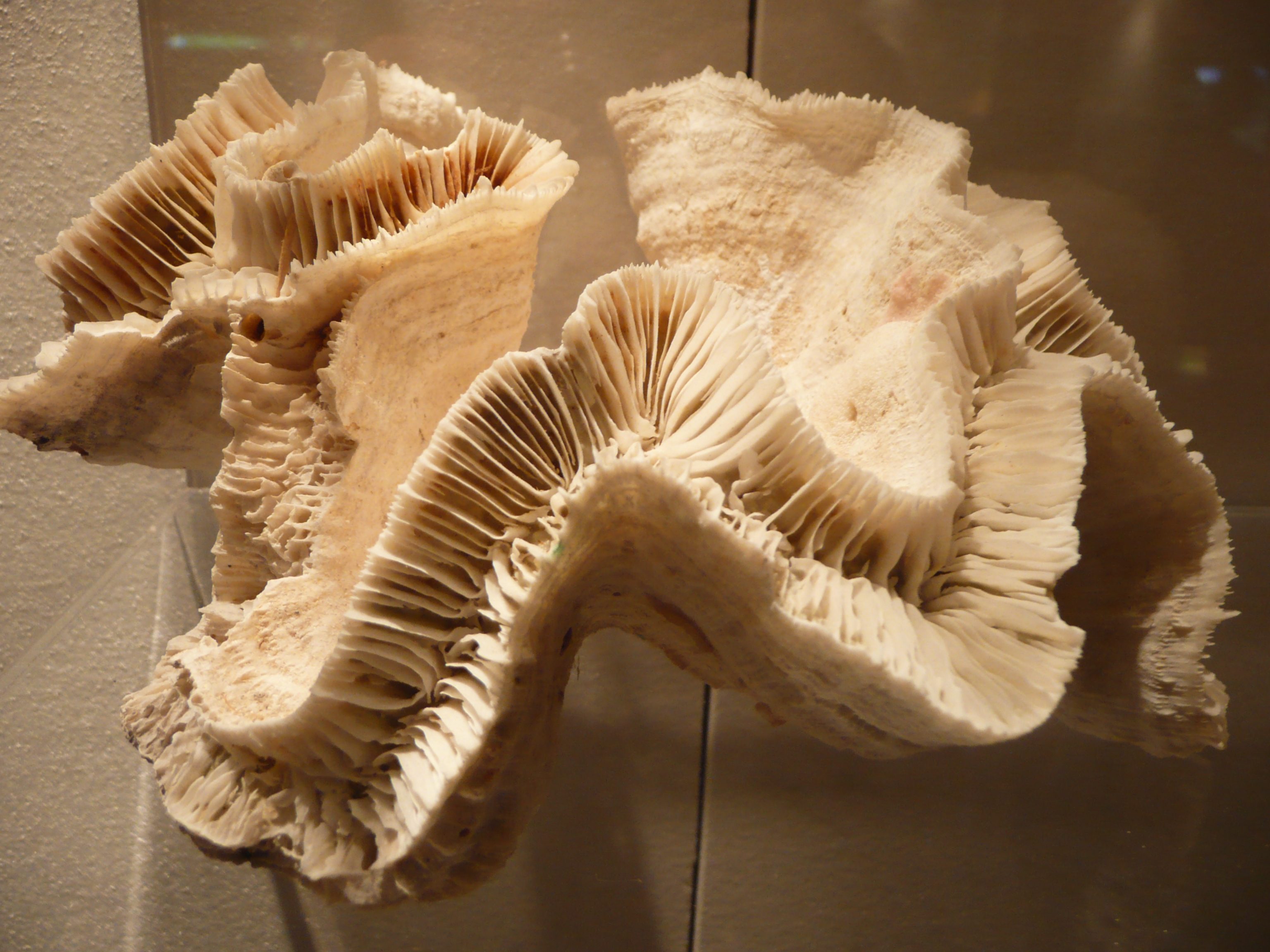